# Norwegian Epic (schip, 2010)

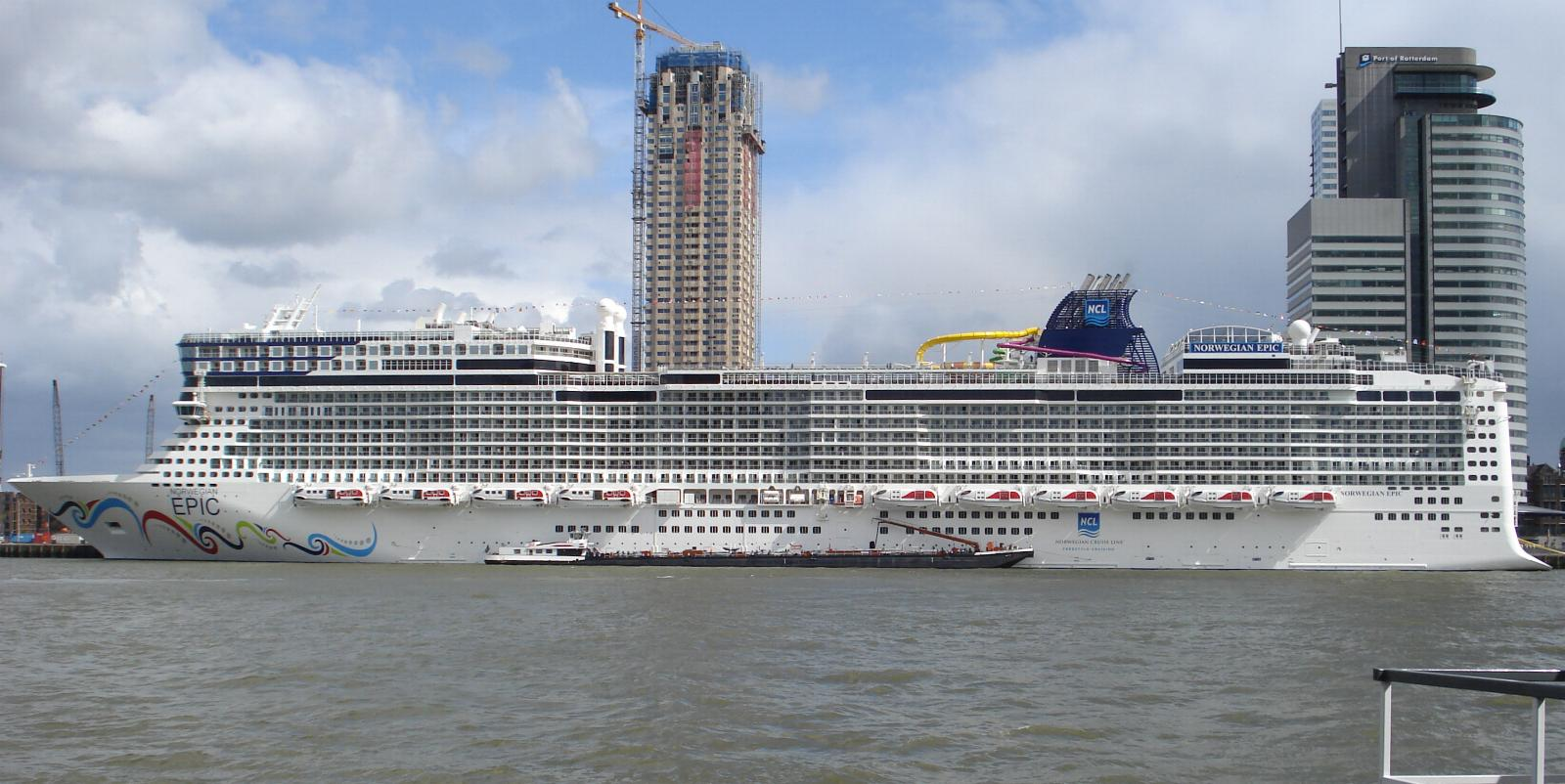
De Norwegian Epic in Rotterdam

De Norwegian Epic is een cruisesschip van Norwegian Cruise Line. De Norwegian Epic heeft 16 dekken.
Er zijn 14 restaurants en 18 bars. Origineel aan het schip is het Cirque Dreams and Dinner, een rond theater, waar een show van twee uur wordt opgevoerd voor 265 passagiers, terwijl ze dineren. Het theater beslaat 2 dekken. Op het schip zijn 5 zwembaden aanwezig. Er is een groot zwembad over dek 15 en 16 achteraan. Op het schip kunnen passagiers ook golfen, klimmen en spinnen in de fitness.